# إيان بالانتين
إيان بالانتين (بالإنجليزية: Ian Ballantyne)‏ هو لاعب كرة قدم بريطاني في مركز الهجوم، ولد في 2 نوفمبر 1958 في Achnamara ‏ في المملكة المتحدة. لعب مع دندي يونايتد وريث روفرز ونادي ستيرلينغشير الشرقية.